# Ostaggi delle SS sulle Alpi
Ostaggi delle SS sulle Alpi (Wir, Geiseln der SS) è un documentario del 2015 diretto da Crhistian Frey.

## Trama
Il film racconta il trasferimento degli ostaggi delle SS in Alto Adige; esso avvenne alla fine di aprile del 1945, nelle settimane finali della seconda guerra mondiale in Europa. Numerosi prigionieri di alto profilo, scortati dalle Waffen-SS, furono trasferiti dai campi di concentramento tedeschi nella Zona d'operazioni delle Prealpi (OZAV che rientrava nel cosiddetto Alpenfestung (ridotto alpino). Le guardie SS avevano ordine di uccidere tutti gli ostaggi nel caso di un'imminente liberazione da parte delle truppe alleate in avanzata verso la Germania. Arrivati presso Villabassa in Val Pusteria (Alto Adige), le truppe regolari della Wehrmacht presero gli ostaggi sotto la propria custodia protettiva. L'intero gruppo venne infine liberato dalle prime unità della 7ª Armata americana.